# أوسكار فرنسيسكو خيمينيز
أوسكار فرنسيسكو خيمينيز (بالإسبانية: Oscar Jiménez)‏ (12 أكتوبر 1988 في المكسيك - ) هو لاعب كرة قدم مكسيكي في مركز حراسة المرمى. لعب مع نادي تشياباس وCruz Azul Hidalgo ‏ وLobos BUAP ‏ وIndios de Ciudad Juárez ‏.

## وصلات خارجية
- أوسكار فرنسيسكو خيمينيز على موقع قاعدة بيانات كرة القدم.إي يو (الإنجليزية)
- أوسكار فرنسيسكو خيمينيز على موقع Soccerway.com (الإنجليزية)
- أوسكار فرنسيسكو خيمينيز على موقع AS.com (الإسبانية)